# Кубок Мальти з футболу 2006—2007
Кубок Мальти з футболу 2006–2007 — 69-й розіграш кубкового футбольного турніру на Мальті. Титул вдруге поспіль здобув Гіберніанс.

## Календар
| Раунд        | Дата                         | Матчі | Клуби   |
| ------------ | ---------------------------- | ----- | ------- |
| Перший раунд | 28 жовтня - 5 листопада 2006 | 8     | 20 → 12 |
| Другий раунд | 17-18 лютого 2007            | 4     | 12 → 8  |
| 1/4 фіналу   | 7-8 квітня 2007              | 4     | 8 → 4   |
| 1/2 фіналу   | 18-20 травня 2007            | 2     | 4 → 2   |
| Фінал        | 25 травня 2007               | 1     | 2 → 1   |

## Перший раунд
| Команда 1            | Рахунок      | Команда 2           |
| -------------------- | ------------ | ------------------- |
| 28 жовтня 2006       |              |                     |
| Сент-Патрік (2)      | 4:0          | Сенглі Атлетік (2)  |
| Таршіен Райнбоус (2) | 2:1          | Хамрун Спартанс (2) |
| 29 жовтня 2006       |              |                     |
| Вітторіоса Старс (2) | 0:1          | П'єта Готспурс      |
| Марса                | 3:3 пен. 9:8 | Кормі (2)           |
| 4 листопада 2006     |              |                     |
| Мкабба (2)           | 5:3 дч       | Сент-Джорджс (2)    |
| Флоріана             | 0:2          | Моста (2)           |
| 5 листопада 2006     |              |                     |
| Нашшар Лайонс (2)    | 0:2          | Мсіда Сент-Джозеф   |
| Валетта              | 1:0          | Сан-Джуанн (2)      |

## Другий раунд
| Команда 1            | Рахунок      | Команда 2         |
| -------------------- | ------------ | ----------------- |
| 17 лютого 2007       |              |                   |
| Валетта              | 3:2          | Мкабба (2)        |
| Моста (2)            | 1:5          | Мсіда Сент-Джозеф |
| 18 лютого 2007       |              |                   |
| Сент-Патрік (2)      | 2:3          | П'єта Готспурс    |
| Таршіен Райнбоус (2) | 3:3 пен. 2:4 | Марса             |

## 1/4 фіналу
| Команда 1         | Рахунок      | Команда 2      |
| ----------------- | ------------ | -------------- |
| 7 квітня 2007     |              |                |
| Гіберніанс        | 4:0          | Марса          |
| Сліма Вондерерс   | 2:1          | Біркіркара     |
| 8 квітня 2007     |              |                |
| Мсіда Сент-Джозеф | 1:0          | П'єта Готспурс |
| Валетта           | 0:0 пен. 4:3 | Марсашлокк     |

## 1/2 фіналу
| Команда 1         | Рахунок | Команда 2       |
| ----------------- | ------- | --------------- |
| 18 травня 2007    |         |                 |
| Гіберніанс        | 2:1     | Валетта         |
| 20 травня 2007    |         |                 |
| Мсіда Сент-Джозеф | 0:3 дч  | Сліма Вондерерс |

## Фінал
| 25 травня 2007 |

| Гіберніанс                | 1:1      | Сліма Вондерерс            |
| ------------------------- | -------- | -------------------------- |
| Сілва 90+2'               | Протокол | Ціантар 70'                |
|                           | Пенальті |                            |
| - Доффо - Сілва - Ксуереб | 3:0      | - Анонам - Каработт - Саїд |

| Національний стадіон, Та-Калі Арбітр: Джо Аттард |